# 최은순
최은순(崔銀順, 1946년 6월 28일~)은 제13대 대한민국 대통령 윤석열의 장모이자 아내 김건희의 모친이다. 2023년 7월 21일 2심 재판에서 통장 잔고증명 위조혐의로 징역 1년을 선고받아 구속되었다.

## 생애
1946년 경기도 양평군에서 최재화(崔在和)의 3남 2녀 중 막내로 태어났다. 이후 공무원인 김광섭(金珖燮)과 혼인해 1972년 김건희를 낳았으며 김건희는 2녀 중 차녀이다. 최은순은 김광섭과의 사이에서 슬하 2남 2녀를 낳았고 장녀는 김지영(金智榮), 장남은 김진우(金塡祐), 차녀는 김건희(金建希), 차남은 김진한(金塡漢)이다.
2021년 7월 2일, 의료법 위반 및 특정경제범죄 가중처벌에 관한 법률상 사기 혐의로 1심 재판에서 징역 3년을 선고받고 법정 구속되었다. 그러나 2심 재판에서 무죄를 선고받았다. 하지만 최종 재판이 남아있다.

## 가족 관계
- 아버지: 최재화(崔在和, 생몰년 미상)
- 어머니: 평안 이씨(생몰년 미상)
  - 오빠: 최만종(崔??, 생년 미상~2008년)
    - 조카: 최씨(생년 미상)

  - 언니: 최씨(생몰년 미상, 요절)
  - 오빠: 최은종(崔??, 생몰년 미상)
  - 오빠: 최윤종(崔??, 생몰년 미상)
  - 본인: 최은순(崔銀順, 1946년~)
- 시부: 김동용(金東容, 1913년~1957년)
- 시모: 한양 조씨(1915년~1974년)
  - 배우자: 김광섭(金珖燮, 1936년~1987년)
    - 장녀: 김지영(金智榮, 1969년~)
    - 사위: 유병규(兪炳圭)[1]
    - 장남: 김진우(金塡祐, 1971년~)
    - 며느리: 노은주(盧銀周, 1974년~)
      - 친손자: 김현준(金賢埈, 2003년~)
      - 친손자: 김현우(金炫旴, 2006년~)

    - 차녀: 김건희(金建希, 1972년~)
- 사돈어르신: 윤호병(尹浩炳, 1898년~1946년)
- 사부인어르신: 인동 장씨(1895년~1965년)
  - 사돈: 윤기중(尹起重, 1931년~2023년)
- 외사돈어르신: 최종구(崔鍾九, 1911년~1935년)
- 외사부인어르신: 이덕자(李德子, 1917년~2020년)
  - 사부인: 최성자(崔成子, 1934년~)
    - 사위: 윤석열(尹錫悅, 1960년~)
    - 사돈처녀: 윤신원(1964년~)
    - 차남: 김진한(金塡漢, 1974년~)
- 숙부: 최○화(崔○和, 1932년~생존 불분명)
- 숙모: 김씨(생년 불명~생존 불분명)